# Живот је чудо (ТВ серија)
Живот је чудо је југословенска телевизијска серија снимљена 2005. године на основу материјала истоименог филма из 2004 године.

## Радња
Радња серије се одвија у Босни 1992. године.
Лука, Србин, инжењер из Београда долази у планинско село са женом Јадранком, оперском певачицом и сином Милошем. Лука се спрема да изгради пругу која ће читав крај претворити у рај за туристе. Занет својом идејом и заслепљен урођеним оптимизмом, Лука остаје глув за претећу ратну тутњаву која се приближава.
Када почне рат, Лукин живот се окреће наглавачке. Јадранка бежи са музичарем, док сина Милоша позивају на фронт. Вечити оптимиста, Лука очекује повратак своје породице... али Јадранка се не враћа, а сина му заробљавају. Српска војска додељује Луки на чување муслиманског таоца - девојку Сабаху. Убрзо, Лука се заљубљује у Сабаху, али она треба да буде размењена за српског заробљеника - његовог сина Милоша...

## Улоге
| Глумац            | Улога                        |
| ----------------- | ---------------------------- |
| Славко Штимац     | Лука (2 еп. 2006)            |
| Наташа Тапушковић | Сабаха (2 еп. 2006)          |
| Весна Тривалић    | Јадранка (2 еп. 2006)        |
| Вук Костић        | Милош (2 еп. 2006)           |
| Александар Берчек | Вељо (2 еп. 2006)            |
| Стрибор Кустурица | Капетан Алексић (2 еп. 2006) |
| Мирјана Карановић | Нада (2 еп. 2006)            |
| Никола Којо       | Филиповић (2 еп. 2006)       |
| Бранислав Лалевић | Председник (2 еп. 2006)      |
| Давор Јањић       | Томо (2 еп. 2006)            |
| Аднан Омеровић    | Ешо (2 еп. 2006)             |
| Обрад Ђуровић     | Вујан (2 еп. 2006)           |
| Неле Карајлић     | Чимбалиста (2 еп. 2006)      |
| Дана Тодоровић    | СФТВ репортер (2 еп. 2006)   |
| Ванеса Глођо      | Болничарка (2 еп. 2006)      |
| Јосиф Татић       | Доктор (2 еп. 2006)          |
| Драган Зуровац    | Менаџер (2 еп. 2006)         |
| Дејан Шпаравало   | Диригент (2 еп. 2006)        |
| Драган Кртолина   | Ребус (2 еп. 2006)           |

 Остале улоге ▼
| Глумац            | Улога                             |
| ----------------- | --------------------------------- |
| Јосеп Вебер       | Инспектор (2 еп. 2006)            |
| Милан Јањушевић   | Војник (2 еп. 2006)               |
| Владан Милојевић  | Алексићев помоћник (2 еп. 2006)   |
| Марко Јеремић     | Петровић (2 еп. 2006)             |
| Бојан Крстовић    | Босански снајпериста (2 еп. 2006) |
| Зоран Јовановић   | Босански снајпериста (2 еп. 2006) |
| Зорица Јовановић  | Болничарка (2 еп. 2006)           |
| Бранко Ристановић | Доктор (2 еп. 2006)               |
| Лидија Станков    | Добрила (2 еп. 2006)              |
| Ацо Шишић         | Виолиниста (2 еп. 2006)           |
| Бора Димић        | Чимбалиста (2 еп. 2006)           |
| Момчило Мурић     | Сељак (1 еп. 2006)                |

Комплетна ТВ екипа ▼
| Редитељ                   | Емир Кустурица                      | (2 еп. 2006)                               |
| Сценариста                | Ранко Божић                         | (2 еп. 2006)                               |
| Сценариста                | Емир Кустурица                      | (2 еп. 2006)                               |
| Композитор                | Емир Кустурица                      | (непознат број епизода)                    |
| Композитор                | Дејан Шпаравало                     | (непознат број епизода)                    |
| Директор фотографије      | Мишел Аматје                        | (непознат број епизода)                    |
| Монтажер                  | Светолик Зајц                       | (непознат број епизода)                    |
| Сценограф                 | Миленко Јеремић                     | (непознат број епизода)                    |
| Костимограф               | Зора Мојсиловић                     | (непознат број епизода)                    |
| Одсек за звук             | Владан Кораћ                        | плаyбацк рецордист (1 еп. 2006)            |
| Одсек за звук             | Александар Перишић                  | ре—рецординг миxер (непознат број епизода) |
| Одсек за звук             | тон мајстор (непознат број епизода) |                                            |
| Одсек за камеру и расвету | Александар Летић                    | фотограф (непознат број епизода)           |

## Епизоде
| Сезона | Епизода | Назив | Датум             |
| ------ | ------- | ----- | ----------------- |
| 1      | 1       | /     | 2. јануара 2006.  |
| 1      | 2       | /     | 9. јануара 2006.  |
| 1      | 3       | /     | 16. јануара 2006. |
| 1      | 4       | /     | 23. јануара 2006. |
| 1      | 5       | /     | 30. јануара 2006. |
| 1      | 6       | /     | 6. фебруара 2006. |